# Campeonato Mundial de Para-Atletismo de 2017 - Lançamento de dardo masculino
As competições de lançamento de dardo masculino no Campeonato Mundial de Para-Atletismo de 2017 foram divididas em algumas categorias conforme o tipo e grau de deficiência dos atletas.

## Categoria F46
A disputa ocorreu em uma final única entre nove atletas, em 14 de julho. Cada atleta teve até seis lançamentos e a maior distância obtida seria a pontuação final. Ao final do terceiro lançamento, o última colocado até o momento foi eliminado. Os resultados estão em metros.
| Pos.              | Atleta                  | País          | #1    | #2    | #3    | #4    | #5    | #6    | Resultado | Notas |
| ----------------- | ----------------------- | ------------- | ----- | ----- | ----- | ----- | ----- | ----- | --------- | ----- |
| Medalha de ouro   | Sundar Singh Gurjar     | Índia         | 53,92 | 59,42 | 0     | 60,36 | 57,87 | 0     | 60,36     |       |
| Medalha de prata  | Dinesh Priyantha Herath | Sri Lanka     | 52,14 | 56,28 | 57,84 | 57,93 | 0     | 0     | 57,93     |       |
| Medalha de bronze | Guo Chunliang           | China         | 53,18 | 52,38 | 56,14 | 52,53 | 53,89 | 52,20 | 56,14     |       |
| 4                 | Rinku                   | Índia         | 50,86 | 53,26 | 55,12 | 54,19 | 53,98 | 54,11 | 55,12     |       |
| 5                 | Akihiro Yamazaki        | Japão         | 53,55 | 52,97 | 51,60 | 49,41 | 51,72 | 49,90 | 53,55     |       |
| 6                 | Aliaksandr Subota       | Bielorrússia  | 39,95 | 44,14 | 38,68 | 45,77 | 43,58 | 46,35 | 46,35     |       |
| 7                 | Kiwon Nam               | Coreia do Sul | 45,74 | 43,62 | 46,14 | 0     | 44,24 | 0     | 46,14     |       |
| 8                 | Andrius Skuja           | Lituânia      | 41,71 | 41,53 | 45,00 | 40,32 | 41,15 | 39,65 | 45,00     |       |
| 9                 | Matias Leonel Puebla    | Argentina     | 42,57 | 42,50 | 41,73 | -     | -     | -     | 42,57     |       |